# 中式台球国际联合会
中式台球国际联合会（英語：International Chinese 8-Ball Association），曾译中式八球国际联合会，是一家2012年成立的的体育组织，2021年和世界撞球协会（WPA）签署最新合作协议，成为管理和推广中式台球运动的官方机构。